# Richard FitzAlan, VIII conte di Arundel
Richard FitzAlan (3 febbraio 1266 – 9 marzo 1301) è stato un nobile inglese, conte di Arundel e signore feudale di Clun e Oswestry.

## Biografia
Era figlio di John FitzAlan, VII conte di Arundel e di Isabella Mortimer, figlia di Roger Mortimer, I barone Mortimer.
Alla morte del padre, nel 1272, oltre ad ereditare il titolo di conte di Arundel, divenne anche signore feudale di Clun ed Oswestry nelle Marche gallesi. Raggiunse tuttavia la maggiore età nel 1289 e venne a far parte del parlamento.
Fu fatto cavaliere dal re Edoardo I d'Inghilterra nel 1289.
Combatté nelle guerre gallesi, dal 1288 al 1294, quando il castello gallese di Castell y Bere (vicino all'odierna  Towyn) venne assediata da Madog ap Llywelyn. Richard comandò un reparto mandato a togliere l'assedio e prese parte ad altre numerose campagne in Galles, in Guascogna dal 1295 al 1297; e nelle guerre scozzesi dal 1298 al 1300.

## Discendenza
Sposò prima del 1285 Alice di Saluzzo (conosciuta anche col nome di Alesia di Saluzzo), figlia di Tommaso I di Saluzzo.
La coppia ebbe cinque figli:
- Edmund FitzAlan, IX conte di Arundel;
- John, divenuto sacerdote;
- Alice FitzAlan, che sposò Stephen de Segrave, III signore di Segrave;
- Margaret FitzAlan, che sposò il cugino William le Botiller;
- Eleanor FitzAlan, che sposò Henry de Percy, I barone Percy.